# Regiunea Agadez
Agadez este cea mai întinsă regiune a Nigerului.